# فائوستو برتینوتی
فاوستو برتینوتی (ایتالیایی: Fausto Bertinotti؛ زادهٔ ۲۲ مارس ۱۹۴۰) یک سیاست‌مدار اهل ایتالیا است که از ۲۹ آوریل ۲۰۰۶ تا ۲۸ آوریل ۲۰۰۸ سمت ریاست مجلس نمایندگان ایتالیا را برعهده داشت.